# ハッピー・オールド・イヤー
ハッピー・オールド・イヤー（タイ語: ฮาวทูทิ้ง ทิ้งอย่างไร..ไม่ให้เหลือเธอ 英語: Happy old Year)は2019年12月26日に公開されたタイの映画である。ジャンルはロマンチック - ドラマ。制作・脚本・監督はナワポン・タムロンラタナリット。主な出演者はチュティモン・ジョンジャルーンスックジン、サニー・スワンメーターノン、サリカー・サートシンスパー 、 アパシリ・チャンタラッサミー 、ティラワット・ゴーサワン とパッチャー・キットチャイジャルーン。 Very Sad PicturesおよびHappy Ending Filmの製作、GDH が配給。主題歌はThe Toysによる"ทิ้งแต่เก็บ"。 自宅を自分の事務所に改装するために物を捨てることにしたジーン(チュティモン・ジョンジャルーンスックジン)が、捨てている最中に過去のボーイフレンドであるエム(サニー・スワンメーターノン)から借りたままの物を見つけてしまう、という内容の映画である。興行収入は5700万バーツ。

## あらすじ
ジーン(チュティモン・ジョンジャルーンスックジン)は、北欧留学帰りの女性である。インテリアデザイナーとなったジーンは、実家の元音楽教室兼修理店を改装して自分の事務所にすることを思い立つ。店主をしていた父のいなくなった実家はモノで溢れかえり、母(アパシリ・チャンタラッサミー)は居間の椅子で、兄・ジェー(ティラワット・ゴーサワン)はネット販売する自作の服の合間で寝る有様だった。1ヶ月強で改装準備を終えるよう建築デザイナーの友人、ピンク(パッチャー・キットチャイジャルーン)に命じられ、ジーンは自宅の断捨離を始める。
古い雑誌、CD、古いケータイ、VHSテープの巻き戻し機、雑貨や古い成績表など、"ときめかないモノ"をどんどんゴミ袋に放り込んでいくが、自宅で一番場所を占めているグランドピアノは母から捨てるのを強硬に反対される。捨てるものに他人からのお土産やプレゼントなど、情の交じるものがだんだん増えてくる中、様子を見にピンクがやってくる。ピンクは自分が誕生日プレゼントとしてジーンにあげたCDがゴミ袋に入っているのを見つけ、「これもときめかないのか」と責める。ピンクに諭されつつも全てのモノを捨てようとしたジーンは寸前で思い直し、ゴミ袋を回収して中身を確認すると、兄、ジェーにプレゼントしたマフラーが捨ててあるのを見つけてピンクが感じたのと同じショックを受ける。
反省したジーンは、他人からもらったモノ、借りたモノは返すことにする。地球儀にローラースケート、アクセサリーに楽器など、貸したのを忘れていた人もいれば、もらったのを喜ぶ人、放置されていて怒り出す人もいた。そんな中、かつてのボーイフレンド、エム(サニー・スワンメーターノン)が餞別に贈ったカメラだけは直接渡すことが出来ず、歩いていける近さながら郵送で返す。ところが、その小包は受取拒否で戻ってきてしまう。
「モノを捨てるのと人を捨てるのは違う」とまたピンクに諭され、ジーンは自力でカメラを返しに行くことにする。なんとかカメラを返却し、さらに留学をきっかけにエムを捨てたこともジーンは謝罪する。エムは"久々にコーンスープが食べたい"とジーンを招き入れる。エムの家を見て、自分がミニマリストになるきっかけがエムの影響だったこと、エムが自分のもので捨てていないものがあることに気がつく。そこに、エムが現在付き合っている彼女であるミー(サリカー・サートシンスパー)が帰ってくる。ジーンは、エムとミーにコーンスープを振る舞い、帰ってくる。
モノをほぼ返し終わったジーンのところに、結婚するという友人から馴れ初めの写真を欲しいと電話がかかってくる。山のようなCD-Rの中から写真を探していると、エムから食事の誘いの電話がかかってくる。了解して食事会場に向かうと、エムとミーから"家に置いていった荷物"を渡されてしまう。開けてはいけないと思いつつ開けてしまった荷物の中には、エムの母からの手紙も入っていた。そして、ジーンは、エムの母が1年前に亡くなっており、さらに今際の際にジーンのコーンスープを飲みたがっていたことも知ってしまう。馴れ初めの写真は見つからず、ジーンがエムを頼ると、エムのハードディスクの中に当該の写真を見つけ、さらに、ジーンとエムが付き合っていたころの写真まで発見してしまう。自分が着ているTシャツがジーンの着ていたものだとわかったミーは、気にしない、と言いつつ去る。友人の写真だけをコピーしたジーンは、その写真を渡し、友人に感謝される。
若干"断捨離"に疑問を感じ始めたジーンに、ジェーが古い写真を見せる。子供の頃の、父も含めた家族全員がピアノのそばで写っている写真だった。事務所への改装に、ピアノを残すかどうかの問題が立ちはだかる。もう1つの問題は、改装の予算が想像以上にかさむことだった。「お金はなんとかする」と言ったジェーは、アンティーク業者を呼び出し、古い家具を買い取ってもらう。見積もりにきたアンティーク業者は、ピアノを見て、「あれなら高く買える」と言う。意を決して、ジーンは父に電話する。父は死んだのではなく、離婚して去っていたのだった。ピアノを全く惜しがっていない父の声を聞いて、ジーンは残された家族が捨てられたことを再認識し、涙を流して泣く。ピアノを売る決心をしたジーンは、母を説得するが、父を忘れたくない母は納得しない。
そんなところに、去るから、と言ってミーが訪ねてくる。写真でジーンが着ていたTシャツを返しに来たのだった。エムが近々引っ越すというシンガポールに一緒に行くと思っていたジーンだったが、ミーはエムと別れるのだと言う。そして、小包を受取拒否したことが裏目に出た、と苦笑いした。ジーンはミーに心から謝る。ジーンがエムのところに行くと、エムはミーのモノを残しつつ断捨離をしているところだった。ミーとの仲を取り持つ、と言うジーンに、エムは罪悪感を消すためだけにそういうことをするな、と静かに怒り、身勝手さを背負って生きろ、と話す。
家に帰ったジーンは、ジェーに母を連れて出かけるよう頼み、その隙にピアノを売り飛ばす。帰ってきて"身勝手だ"と激怒した母と話もせず、ジーンは部屋に閉じこもる。翌日の12月30日、ジーンはジェーに残った自分の荷物の処分を頼み、ホテルに泊まる。その翌日の夜、年が明けた瞬間、ジーンはエムの連絡先を消去する。チェックアウトした部屋には、破り捨てた家族写真が残されていた。
荷物のすべてなくなったジーンの家。これから改装が始まり、冒頭に映された白いオフィスへと変わっていく。

## 登場人物と演者
- サニー・スワンメーターノン : エム(เอ็ม)役。
- チュティモン・ジョンジャルーンスックジン : ジーン(จีน)役
- アパシリ・チャンタラッサミー : ジーンとジェーの母役
- サリカー・サートシンスパー : ミー(มี่)役
- ティラワット・ゴーサワン : ジェー(เจย์) 役
- パッチャー・キットチャイジャルーン : ピンク(พิงค์)役

## 製作作業
この映画の脚本を書いたナワポン・タムロンラタナリットは元日に家を整理するのを好んでおり、これを絵コンテのきっかけにした。 脚本の冒頭には、物を片付ける時にその物に関する出来事や人を思い出すことが書かれており、この段階で、映画を作るのに値するほどの面白さがあると思われた。脚本が書かれているときには、出演者については特に考慮されていなかった。 主演俳優2名は、通常のスクリプトテストで合格した者である。サニーが演ずることになった役は、かつてのボーイフレンドという人物だったが、あいまいな部分が1つ残っていた。ナワポンは、サニーがこの脚本にふさわしく見えたと感じた。また、彼が実生活にいそうと考えたのは、チュティモン演じる厳しい女性の役であった。そして、バッド・ジーニアスでチュティモンの演技を見たことで、彼は彼女がその役に合っていると感じた。
撮影では3：2のアスペクト比を使用し、映画全体で左右に黒い縁を残している。それは、映画で多くの人と顔に焦点を合わせてほしいと考えたからである。

## 日本での公開
2020年3月に開催された、第15回大阪アジアン映画祭で上映された。題名は全国公開時と同じ。3月7日、3月12日の2回。
2020年12月11日より、シネマカリテ、ヒューマントラストシネマ渋谷ほか順次全国公開。配給はザジフィルムズ、マグザム。

## 評価

### 批評
A DAYは、この映画についてこう語った。 「ナワポンはまた彼自身の署名の刻印をはっきりと残した。音楽は全て画面に没頭させてくれる。編集はとてもうまい。会話が登場人物に加わったうえで聞いているように思えてくる。そして、以前よりも深く崩壊したこの関係を探求するようのめり込んで行く。」  デイリーニュースは、この映画をこう説明した。 「極限の気持ちで楽しむ映画。メロディアスな各BGMが、過去の写真に反映している。 " 
Matichonは、2名の主演俳優について批評した。「チュティモンは、ジーンという 多すぎず足りなすぎない、ちょうどいい感じで演じなければ難しい役を演じた。しかし、彼女がその役をうまく演じられたことについては称賛すべきである。それは物語全体を支えた。サニーの出番は少なかったが、非常にリアルであった。多くの出演場所はなかっただろうが、彼の演技は私たちにキャラクターと同じ感情を簡単にもたらす。」 

### 賞
| 賞                                                | 部門                                                      | 結果       |
| ------------------------------------------------- | --------------------------------------------------------- | ---------- |
| 第16回チャドルーク賞                              | 最優秀映画（GDH、Very Z Pictures、Happy End Films）       | ノミネート |
| 第16回チャドルーク賞                              | 最優秀監督（ナワポン・タムロンラタナリット）              | 受賞       |
| 第16回チャドルーク賞                              | 最優秀女優賞（チュティモン・ジョンジャルーンスックジン ） | 受賞       |
| 第16回チャドルーク賞                              | 助演男優賞（サニー・スワンメーターノン）                  | ノミネート |
| 第16回チャドルーク賞                              | 最優秀助演女優賞（サリカー・サートシンスパー）            | ノミネート |
| 第16回チャドルーク賞                              | 最優秀助演女優賞（ アパシリ・チャンタラッサミー ）        | 受賞       |
| 第16回チャドルーク賞                              | 最優秀脚本賞（ナワポン・タムロンラタナリット）            | ノミネート |
| タイ映画賞 第28回エンターテインメント評論家クラブ | 最高の映画（GDH、Very Z Pictures、ハッピーエンド映画）    | ノミネート |
| タイ映画賞 第28回エンターテインメント評論家クラブ | 最優秀映画監督（ナワポン・タムロンラタナリット）          | ノミネート |
| タイ映画賞 第28回エンターテインメント評論家クラブ | 最優秀女優賞（チュティモン・ジョンジャルーンスックジン）  | ノミネート |
| タイ映画賞 第28回エンターテインメント評論家クラブ | 助演男優賞（サニー・スワンメーターノン）                  | ノミネート |
| タイ映画賞 第28回エンターテインメント評論家クラブ | 最優秀助演女優賞（サリカー・サートシンスパー）            | ノミネート |
| タイ映画賞 第28回エンターテインメント評論家クラブ | 最優秀脚本賞（ナワポン・タムロンラタナリット）            | ノミネート |
| タイ映画賞 第28回エンターテインメント評論家クラブ | 最優秀撮影賞（ニラモン・ロス）                            | ノミネート |
| タイ映画賞 第28回エンターテインメント評論家クラブ | 最優秀編集賞（Chonlasit Upanigkit）                       | ノミネート |
| タイ映画賞 第28回エンターテインメント評論家クラブ | 最優秀美術賞（Patcharanan Talanon）                       | ノミネート |
| タイ映画賞 第28回エンターテインメント評論家クラブ | 最優秀背景音楽賞（Jaithep Raroengjai）                    | ノミネート |
| タイ映画賞 第28回エンターテインメント評論家クラブ | 最優秀主題歌賞 (Thanwa Bunsoungnern 作曲「ทิ้งแต่เก็บ」）     | ノミネート |
| 第17回スターピクチャーズアワード                  | 最優秀映画（GDH、Very Z Pictures、Happy End Films）       | ノミネート |
| 第17回スターピクチャーズアワード                  | 最優秀映画監督（ナワポン・タムロンラタナリット）          | 受賞       |
| 第17回スターピクチャーズアワード                  | 最優秀女優賞（チュティモン・ジョンジャルーンスックジン）  | 受賞       |
| 第17回スターピクチャーズアワード                  | 助演男優賞（サニー・スワンメーターノン）                  | ノミネート |
| 第17回スターピクチャーズアワード                  | 最優秀助演女優賞（サリカー・サートシンスパー）            | ノミネート |
| 第17回スターピクチャーズアワード                  | 最優秀助演女優賞（アパシリ・チャンタラッサミー）          | ノミネート |
| 第17回スターピクチャーズアワード                  | 最優秀脚本賞（ナワポン・タムロンラタナリット）            | ノミネート |
| 第17回スターピクチャーズアワード                  | 最優秀撮影賞（ニラモン・ロス）                            | ノミネート |
| 第17回スターピクチャーズアワード                  | 最優秀編集賞（Chonlasit Upanigkit）                       | 受賞       |
| 第17回スターピクチャーズアワード                  | 最優秀美術賞（Patcharanan Talanon）                       | ノミネート |
| 第17回スターピクチャーズアワード                  | 最優秀背景音楽賞（Jaithep Raroengjai）                    | ノミネート |
| 第10回タイ映画監督協会賞                          | 最優秀映画（GDH、Very Z Pictures、Happy End Films）       | 次点       |
| 第10回タイ映画監督協会賞                          | 最優秀映画監督（ナワポン・タムロンラタナリット）          | 次点       |
| 第10回タイ映画監督協会賞                          | 最優秀女優賞（チュティモン・ジョンジャルーンスックジン）  | ノミネート |
| 第10回タイ映画監督協会賞                          | 助演男優賞（サニー・スワンメーターノン）                  | 次点       |
| 第10回タイ映画監督協会賞                          | 最優秀助演女優賞（サリカー・サートシンスパー）            | ノミネート |
| 第10回タイ映画監督協会賞                          | 最優秀助演女優賞（アパシリ・チャンタラッサミー）          | 次点       |
| 第10回タイ映画監督協会賞                          | 最優秀脚本賞（ナワポン・タムロンラタナリット）            | 受賞       |
| 第10回タイ映画監督協会賞                          | 最優秀撮影賞（ニラモン・ロス）                            | ノミネート |
| 第10回タイ映画監督協会賞                          | 最優秀編集賞（Chonlasit Upanigkit）                       | 次点       |
| 第10回タイ映画監督協会賞                          | 最優秀背景音楽賞（Jaithep Raroengjai）                    | 受賞       |
| 大阪アジアン映画祭2020（第15回）                  | グランプリ                                                | 受賞       |
| 北京国際映画祭                                    | 最優秀映画                                                | ノミネート |
| 第14回アジア映画賞                                | 最優秀女優賞                                              | ノミネート |
| 第14回アジア映画賞                                | 最高の衣装デザイン                                        | 受賞       |

## 注記
1. ↑  "ฮาวทูทิ้ง"の"ฮาวทู"は、英語"How to"のタイ文字表記。"ทิ้ง"は"捨てる"という意味で、合わせて"捨て方"を意味する。副題の"ทิ้งอย่างไร"も同様にタイ語で"捨て方"を意味し、"ไม่ให้เหลือเธอ"は"あなたを残さず"という意味で、合わせて"あなたを残さずに捨てる方法"を意味する。